# Reporterzy
Reporterzy – polski program reporterski emitowany od 4 marca 2024 roku na antenie TVP1.

## Prowadzący
- Zbigniew Łuczyński (od 2024)
- Agnieszka Górniakowska (od 2024)
- Jacek Pawelski (od 2024)

## Emisja
Program od 4 marca do 30 sierpnia 2024 roku emitowany był od poniedziałku do piątku o godzinie 20.15. Od 2 września 2024 roku do 9 czerwca 2025 emisja programu odbywała się od poniedziałku do piątku o godzinie 18.25, a od 10 czerwca 2025 roku emisja programu odbywa się od poniedziałku do piątku o 18.00.